# Комітет захисту журналістів
Коміте́т за́хисту журналі́стів (англ. Committee to Protect Journalists (CPJ)) — це американська некомерційна організація 501(c)(3), що базується в Нью-Йорку та має кореспондентів по всьому світу. CPJ пропагує свободу преси та захищає права журналістів. American Journalism Review називає організацію «Червоним Хрестом журналістики». З кінця 1980-х років CPJ публікує щорічний перепис журналістів, убитих або ув'язнених у зв'язку з їхньою роботою.